# Классификация аккордов
Классификация аккордов — разделение аккордов на группы на основании объективных и субъективных музыкальных критериев.
Существует несколько классификаций аккордов, каждая из которых имеет смысл в контексте категорий той или иной музыкальной теории, либо же музыкального стиля.

## Элементарная теория музыки
В соответствии с классической западно-европейской элементарной теорией музыки существуют следующие способы классификации аккордов: по впечатлению на слух, по положению в музыкальной системе, по положению в тональности, по положению основного тона.

### Впечатление на слух
По впечатлению на слух аккорды делятся на консонантные и диссонантные. При этом характер звучания зависит от интервального состава аккорда. Если в состав аккорда входит хотя бы один диссонантный интервал, аккорд также называется диссонантным.
Консонантные аккорды, примерами которых являются мажорные и минорные трезвучия, являлись основой доклассической музыки, однако позднее стали использоваться и диссонантные аккорды. Сперва диссонантные аккорды подчинялись консонантным, но постепенно количество диссонантных аккордов в музыкальных произведениях стало расти.

### Положение в музыкальной системе
По положению в музыкальной системе аккорды делятся на диатонические и хроматические. Как и в предыдущем способе классификации, принадлежность аккорда к той или иной категории зависит от его интервального состава.
Основными хроматическими аккордами являются увеличенное трезвучие (а также производные от него большой минорный и увеличенный септаккорды) и уменьшённый септаккорд.
При повышении или понижении любой ступени аккорда, кроме примы или терции, образуются альтерированные аккорды, то есть аккорды с хроматически изменёнными ступенями.

### Положение в тональности
По положению в тональности аккорды делятся на устойчивые и неустойчивые. Внутри лада каждый неустойчивый аккорд стремится разрешиться в устойчивый аккорд.

### Положение основного тона
По положению основного тона аккорды делятся на основные виды и обращения. Критерием в этом случае является внутренний распорядок звуков в аккорде. Основным видом аккорда является тот, при котором опорный тон содержится в основании (басовом голосе).

## Иные классификации аккордов
Существуют классификации аккордов, отличные от принятой в элементарной теории музыки.

### Число тонов
В соответствии с числом тонов, входящих в аккорд, аккорды делятся на двузвучия, трезвучия, септаккорды (состоят из четырёх звуков), нонаккорды (из пяти звуков), ундецимаккорды (из шести звуков) и терцдецимаккорды (из семи звуков). Одним из примеров двузвучия является квинтаккорд или пауэр-аккорд (англ. power chord), широко распространенный в рок-музыке.

### Интервал, определяющий структуру аккорда
Исходя из интервала, определяющего структуру аккорда, существует разделение на аккорды терцового и нетерцового строения. К последним относят созвучия трех и более звуков, расположенных по квартам или имеющих смешанное строение.
Аккорды терцовой структуры в зависимости от нижней терции аккорда делятся на мажорные и минорные.
Аккорды, звуки которых расположены по секундам (тонам и полутонам), а также по интервалам меньше секунды (по четверти, трети тона и т. д.), называются кластерами.

### Самый широкий из интервалов аккорда
Возможен способ классификации аккордов по самому широкому из интервалов, входящих в состав аккорда: септаккорды, нонаккорды и т. д.

### Положение в тональной системе
Аккорды могут называться в соответствии с контекстом, то есть с их положением в тональной системе: аккорд I ступени, II ступени и т. д. Также аккорды могут называться по букве, обозначающей основной тон (C, G и т. д.), по слоговому названию основного тона (до, соль и т. д.) или в соответствии с их функциями (тонический аккорд, доминантовый аккорд, субдоминантовый и т. д.).

### Характерные особенности
Некоторые аккорды получают собственные имена. К примеру, мажорный секстаккорд второй ступени с пониженным основным тоном называется «неаполитанским» секстаккордом (первыми его стали использовать композиторы неаполитанской школы); аккорд, открывающий оперу Вагнера «Тристан и Изольда», получил название «тристанова аккорда», излюбленный аккорд Сергея Васильевича Рахманинова — уменьшенный вводный терцквартаккорд с квартой — получил название «Рахманиновская субдоминанта», Прометеев аккорд А. Н. Скрябина и др.
Особую аккордику разрабатывал и О. Мессиан, используя особые резонансные аккорды.

### Коэффициент диссонантности
Известны разные классификации аккордов по степени их диссонантности, предложенные П. Хиндемитом, Ю. Коном, Х. Помероем. Кроме того, вычисление степени диссонантности созвучия (интервальный вектор) является одним из параметров в Set theory.
Данные системы основываются на вычислении диссонантности интервалов, образуемых входящими в состав аккорда тонов.